# Municipio de Crane Lake
El municipio de Crane Lake (en inglés, Crane Lake Township) es un municipio del condado de St. Louis, Minnesota, Estados Unidos. Tiene una población estimada, a mediados de 2021, de 93 habitantes.

## Geografía
Está ubicado en las coordenadas 48°21′1″N 92°31′50″O / 48.35028, -92.53056 (48.350302, -92.530677). Según la Oficina del Censo de los Estados Unidos, tiene una superficie total de 216.17 km², de la cual 179.26 km² corresponden a tierra firme y 36.91 km² están cubiertos por agua.

## Demografía
Según el censo de 2020, en ese momento había 98 personas residiendo en la zona. La densidad de población era de 0.55 hab./km². El 92.86 % de los habitantes eran blancos, el 1.02 % era afroamericano, el 1.02 % era amerindio y el 5.10 % eran de una mezcla de razas. Del total de la población, el 2.04 % eran hispanos o latinos de cualquier raza.